# さつま (輸送艦)
さつま（ローマ字：JDS Satsuma, LST-4153）は、海上自衛隊の輸送艦。みうら型輸送艦の3番艦。艦名は薩摩半島に由来する。

## 艦歴
「さつま」は、第4次防衛力整備計画に基づく昭和49年度計画輸送艦4153号艦として、石川島播磨東京第2工場で1975年5月26日に起工され、1976年5月12日に進水、1977年2月17日に就役し、自衛艦隊直轄第1輸送隊に編入され横須賀に配備された。
就役時には、対空レーダーと3インチ砲が未装備であったが、1978年12月21日から1979年2月20日までの間、石川島播磨東京第2工場において改修工事を行い、対空レーダーと3インチ砲が装備された。なお、3インチ砲は護衛艦「むらくも」に装備されていた32番砲を再用した。
1993年8月10日から「みうら」、補給艦「はまな」とともに、第2次カンボジア派遣海上輸送部隊の任務に従事し、同年10月6日に帰国。
2001年8月10日、第1輸送隊が廃止となり、自衛艦隊直轄艦となる。
2002年6月28日、除籍。就役期間中の総航程は37万6,073浬、地球17.4周分に達した。